# Șerban Nicolae
Șerban Nicolae (Bucarest, 5 aprile 1968) è un politico e avvocato rumeno.
Consigliere giuridico del presidente della repubblica Ion Iliescu tra il 2001 e il 2004, fu brevemente ministro per i rapporti con il parlamento del governo Năstase nel 2004. Fu senatore dal 2004 al 2008 e nuovamente dal 2012 al 2020. Tra il 2017 e il 2019 fu capogruppo del Partito Social Democratico al senato.

## Formazione e carriera professionale
Nato a Bucarest, nel 1986 si diplomò presso il liceo Emil Racoviță. Prima di intraprendere gli studi universitari, tra il 1989 e il 1992 lavorò come operaio per la Mecanică Fină, azienda specializzata nella meccanica di precisione con sede nella capitale rumena. Nel 1993 vinse un concorso come consulente per il dipartimento della gioventù del ministero della gioventù e dello sport, dove rimase fino al 1997. All'epoca il ministro era Alexandru Mironov, uomo di fiducia del presidente della repubblica Ion Iliescu.
Conseguì la laurea in giurisprudenza nel 1997 presso l'Università Romena-Americana di Bucarest, iniziando la propria carriera nell'avvocatura a partire dall'anno successivo. Dal 2002 al 2006 fu assistente didattico alla facoltà di legge dell'Università Spiru Haret.
Già ministro e senatore, nel 2005 avviò un proprio studio legale e nel 2010 fu tra i soci fondatori dello studio Șerban Nicolae și Asociații, del quale fu titolare fino al 2012, anno di rielezione al senato. Sempre nel 2012 fu ingaggiato come consulente di diritto fallimentare dalla Tempus Grup Ipurl. Nel corso della sua attività di avvocato ebbe tra i suoi clienti il senatore socialdemocratico Cătălin Voicu, coinvolto in diversi scandali di corruzione e condannato nel 2013 a 7 anni di reclusione per traffico d'influenza.
Nel 2008 fu presidente della Federazione centrale delle casse di aiuto reciproco della Romania (Federația Centrală a Caselor de Ajutor Reciproc din România, FEDCAR).
Nel 2009 conseguì un dottorato in relazioni internazionali presso l'Università Babeș-Bolyai di Cluj-Napoca.

## Carriera politica

### Consigliere presidenziale e ministro
Entrato in politica nel 1990 nelle file del Fronte di Salvezza Nazionale, fu membro anche dei suoi partiti successori: Fronte Democratico di Salvezza Nazionale, Partito della Democrazia Sociale di Romania e Partito Social Democratico (PSD).
Nel 2000 si avvicinò personalmente al presidente della repubblica e leader del PSD Ion Iliescu, del quale, in qualità di legale, prese le difese in un processo riguardante l'utilizzo di alcune caricature protette da diritto d'autore nel corso della campagna elettorale per le presidenziali del 2000. Tra il 2001 e il 2004, quindi, fu consigliere di stato del dipartimento giuridico dell'ufficio presidenziale di Iliescu, succedendo a Petre Ninosu, nominato per un posto di giudice della Corte costituzionale. Nel novembre 2002 lo stesso presidente della repubblica gli conferì il grado di cavaliere dell'Ordine del Fedele Servizio. Su proposta di Iliescu, nel giugno 2004 fu incaricato dal premier socialdemocratico Adrian Năstase del ruolo di ministro con delega ai rapporti con il parlamento. Il mandato si esaurì nel dicembre dello stesso anno.

### Primo mandato da senatore
Nel 2004 ottenne l'elezione a senatore come rappresentante del distretto di Ialomița. Malgrado il PSD si trovasse all'opposizione, nel corso della legislatura Nicolae fu protagonista di un'intensa attività parlamentare. Fu questore dell'ufficio di presidenza del senato fino ad ottobre 2005, membro della commissione giuridica fino a settembre 2005 e di quella sul regolamento del senato fino ad ottobre 2005.
Nell'aprile 2005 provò persino a candidarsi per la presidenza del PSD nel corso del congresso che vide Mircea Geoană prevalere su Ion Iliescu.
Nella seconda parte di legislatura assunse numerose funzioni in seno alle commissioni senatoriali. Partecipò alla commissione lavoro (settembre 2005-febbraio 2006), nuovamente a quella sul regolamento del senato (da febbraio 2006), fu vicepresidente di quella giuridica (da febbraio 2006) e membro di quella sulla difesa (da febbraio 2007). In vista dell'adesione della Romania all'Unione europea, effettiva dal 2007, nel settembre 2005 Nicolae fu uno dei 35 parlamentari nominati dai colleghi per rappresentare la Romania in seno al parlamento europeo in qualità di osservatore. In tale veste partecipò alla Commissione per gli affari costituzionali del Parlamento europeo. Rinunciò all'incarico nel maggio 2006 per concentrarsi su nuovi compiti.
Prese parte, quindi, alla commissione parlamentare congiunta di camera e senato per la legge elettorale e il finanziamento ai partiti (maggio 2006-giugno 2007), alla commissione d'inchiesta per la sospensione del presidente della repubblica (da febbraio 2007), che portò sia alla celebrazione di un referendum volto a rimuovere Băsescu dal suo incarico, sia all'istituzione di una commissione d'inchiesta sul caso Parcul Bordei (da marzo 2008), area di Bucarest al centro di un grande scandalo immobiliare.
Nel settembre 2006 divenne vicecapogruppo del PSD al senato.

### Segretario di stato
Al termine della legislatura, in occasione delle elezioni legislative del novembre 2008 si candidò nella circoscrizione di Bucarest per un nuovo mandato parlamentare, ma non fu eletto. Ritornò a rivestire un incarico politico solamente alcuni mesi dopo. In seguito all'instaurazione del governo Boc I, nell'aprile 2009 Nicolae divenne segretario di stato in sostituzione di Tiberiu Trifan al ministero degli interni, in quel momento condotto da Dan Nica. Nicolae fu a capo dell'autorità nazionale che coordinava le procedure per la semplificazione dei controlli alle frontiere con i paesi dell'Unione europea, finalizzate all'accesso all'area Schengen. Nell'ottobre 2009, tuttavia, la rottura della coalizione di governo portò tutti i membri del PSD a lasciare qualunque funzione ministeriale.

### Rielezione al senato
Ricandidatosi ed eletto al senato nel 2012 nel distretto di Mehedinți, nel corso della legislatura 2012-2016 fu membro della commissione sugli abusi e la corruzione, di quella giuridica (febbraio-novembre 2014) e della commissione d'inchiesta sull'acquisto dei terreni nella zona di Nana. Nell'ottobre 2015 provò a presentare la propria candidatura alla presidenza del PSD in opposizione a Liviu Dragnea, ma la mancanza di largo sostegno lo spinse a rinunciare. Nicolae fu appoggiato, infatti, solo dalla filiale del PSD della cittadina di Gura Văii.
Nel 2016 riuscì a riconfermare il proprio seggio, candidandosi nella circoscrizione della capitale. Durante la nuova legislatura fu membro della commissione difesa (da gennaio 2017), membro della commissione per il controllo del Serviciul de Informații Externe (da marzo 2017) e presidente della commissione parlamentare d'inchiesta per il chiarimento sugli aspetti riguardanti la dismissione della Direzione Generale di Protezione e Anticorruzione (settembre 2017-febbraio 2018). Da gennaio a maggio 2017 fu anche capogruppo del PSD al senato e presidente della commissione giuridica, posizione nella quale succedeva al neoministro Carmen Dan.
Nel marzo 2017 fu autore di un emendamento alla legge sulla grazia in discussione presso la commissione giuridica del senato, che propugnava la messa in libertà dei condannati per corruzione, ritenendo non consone le pene carcerarie. Nel maggio 2017 la commissione approvò la proposta di Nicolae, che prevedeva la concessione della grazia per i condannati per tangenti e traffico d'influenza, a fronte del risarcimento dei danni causati. Tale azione portò a dure proteste dell'opinione pubblica e a manifestazioni di strada nella sera del 3 maggio e fu criticata dallo stesso presidente del PSD Liviu Dragnea. Mentre l'emendamento fu rivotato a bocciato, il comitato esecutivo del PSD il 10 maggio revocò Nicolae dalla presidenza della commissione giuridica (dove fu sostituito da Robert Cazanciuc) e dalla posizione di leader del gruppo parlamentare del partito al senato (dove fu sostituito da Mihai Fifor). Persa la funzione di presidente, rimase nella commissione in qualità di membro semplice. Nonostante le sanzioni da parte della dirigenza del partito, nel settembre del 2017 tornò a rivestire il ruolo di capogruppo del PSD, in conseguenza della nomina di Fifor a ministro. Tornò successivamente anche alla presidenza della commissione giuridica nel settembre 2019.
Tra il 2018 e il 2019 fu promotore, insieme a Liviu Dragnea, di un progetto legge riguardante il rimpatrio di tutte le riserve auree appartenenti alla Banca nazionale della Romania.
In seguito all'arresto di Dragnea, avvenuto nel maggio 2019, nel corso della seduta del comitato esecutivo del PSD del 13 giugno 2019 annunciò il desiderio di proporsi come candidato alla presidenza della repubblica in vista delle elezioni di quell'anno. Il 25 giugno dichiarò che avrebbe concorso anche per l'incarico di nuovo presidente del partito al congresso da celebrarsi il 29 giugno. Ottenendo appena 375 voti, però, arrivò terzo e non impensierì Viorica Dăncilă, nominata agevolmente nuovo leader del PSD. Su decisione della stessa, il 3 luglio Nicolae fu revocato dall'incarico di capogruppo del PSD al senato, come conseguenza delle sue dichiarazioni contrarie alla rielezione di Mugur Isărescu, candidato indicato dalla Dăncilă alla guida della BNR.

### Dimissioni dal PSD
Dopo l'elezione alla presidenza del partito di Marcel Ciolacu, nuovo leader intenzionato a rilanciare il PSD allontanando dalle posizioni di potere i membri che erano stati vicini a Dragnea, l'autorità di Nicolae andò incontro ad un declino. Escluso dalle candidature del partito alle elezioni parlamentari del 2020, il 22 ottobre 2020 insieme al collega Liviu Pleșoianu annunciò l'addio al PSD e l'iscrizione al Partito Ecologista Romeno, nei cui ranghi avrebbe concorso per la rielezione al senato.

## Aspetti controversi

### Posizioni sulla lotta alla corruzione
Nel corso della sua carriera politica fu autore di diverse controverse dichiarazioni sulla giustizia. Nel 2015 affermò che considerava un eccesso il ricorso all'arresto per le personalità accusate di reati di corruzione, proponendo l'avvio di un'iniziativa legislativa che prevedeva che le indagini sarebbero potute essere realizzate anche senza la limitazione della libertà degli imputati. Nel marzo 2017 propose un emendamento sulla grazia per i condannati per reati di corruzione, che incontrò ampie proteste dell'opinione pubblica. Nel 2018 si espresse pubblicamente contro la custodia cautelare, che riteneva una forma d'abuso ai danni delle persone volta semplicemente a dimostrare la forza dei procuratori.

### Sfratto e debiti verso la pubblica amministrazione
In qualità di consigliere presidenziale, nel 2001 ricevette in usufrutto un appartamento da parte della società di gestione del patrimonio di stato (RA-APPS) a fronte del pagamento di un canone d'affitto di 400 lei. Malgrado la scadenza del mandato nel 2004, Nicolae non liberò l'abitazione e nel 2010 la RA-APPS lo citò in giudizio per il mancato pagamento di un canone maggiorato a 4.000 euro allineato ai nuovi standard. Nel 2013 il governo rese pubblico un documento in cui figurava come debitore verso la pubblica amministrazione per circa 460.000 lei. Nel marzo 2016 fu sfrattato e condannato al pagamento di 25.000 euro.

## Vita privata
Sposò in prime nozze Riana Calotă, conosciuta durante la sua permanenza al dipartimento della gioventù e considerata vicina ai coniugi Iliescu. Dopo il divorzio, si legò ad Adriana, con la quale convolò a nozze nel 2003 e dalla quale ebbe una figlia. Al matrimonio furono presenti l'allora primo ministro Adrian Năstase e il presidente della repubblica Ion Iliescu, mentre i testimoni della coppia furono Angela e Constantin Samson, imprenditore ed ex sindaco di Azuga dal 2012 al 2016.